# Wyoming (Delaware)
Wyoming é uma vila localizada no estado americano de Delaware, no condado de Kent.

## Geografia
De acordo com o United States Census Bureau, a vila tem uma área de 2,8 km², onde 2,7 km² estão cobertos por terra e 0,1 km² por água.

### Localidades na vizinhança
O diagrama seguinte representa as localidades num raio de 8 km ao redor de Wyoming.

## Demografia
Segundo o censo nacional de 2010, a sua população é de 1 313 habitantes e sua densidade populacional é de 478,3 hab/km². Possui 572 residências, que resulta em uma densidade de 208,3 residências/km².